# Обербург (Берн)
Обербург (нім. Oberburg BE) — громада  в Швейцарії в кантоні Берн, адміністративний округ Емменталь.

## Географія
Громада розташована на відстані близько 17 км на північний схід від Берна.
Обербург має площу 14,1 км², з яких на 10,4% дозволяється будівництво (житлове та будівництво доріг), 55,7% використовуються в сільськогосподарських цілях, 33,4% зайнято лісами, 0,6% не є продуктивними (річки, льодовики або гори).

## Демографія
2019 року в громаді мешкало 2970 осіб (+3,1% порівняно з 2010 роком), іноземців було 19,2%. Густота населення становила 210 осіб/км².
За віковим діапазоном населення розподілялося таким чином: 22,1% — особи молодші 20 років, 59% — особи у віці 20—64 років, 18,9% — особи у віці 65 років та старші. Було 1281 помешкань (у середньому 2,3 особи в помешканні).
Із загальної кількості 1183 працюючих 130 було зайнятих в первинному секторі, 361 — в обробній промисловості, 692 — в галузі послуг.